# Дафния
Дафниите (Daphnia pulex) са вид хрилоноги от семейство Дафниеви (Daphniidae).
Таксонът е описан за пръв път от Франц фон Лайдиг през 1860 година.